# Drieteenglansvogel
De drieteenglansvogel (Jacamaralcyon tridactyla) is een vogel uit de familie Galbulidae (glansvogels).

## Herkenning
De vogel is 18 cm lang. De vogel heeft een bruine kop met streepjes en van boven is de vogel verder grijsgroen met groen glanzende veren. De keel is zwart, daaronder is de vogel wit, naar de buik toe donkerder tot grijs en olijfkleurig op de flanken. De snavel is lang en puntig.

## Verspreiding en leefgebied
Deze soort is endemisch in zuidoostelijk Brazilië. Hij komt daar onder meer voor in een aantal locaties in de regio Vale do Paraíba. Zijn leefgebied is droog, tropisch bos maar ook wel in aangeplant Eucalyptusbos.

## Status
De grootte van de populatie is in 2020 geschat op 1300-5400 volwassen vogels en de soort wordt bedreigd door habitatverlies. Om deze reden heeft de drieteenglansvogel de IUCN-status gevoelig gekregen.